# Гарднервілл-Ранчос (Невада)
Гарднервілл-Ранчос (англ. Gardnerville Ranchos) — переписна місцевість (CDP) в США, в окрузі Дуглас штату Невада. Населення — 11 318 осіб (2020).

## Географія
Гарднервілл-Ранчос розташований за координатами 38°53′14″ пн. ш. 119°44′33″ зх. д. / 38.88722° пн. ш. 119.74250° зх. д. (38.887239, -119.742452).  За даними Бюро перепису населення США в 2010 році переписна місцевість мала площу 38,89 км², уся площа — суходіл.

## Демографія
Згідно з переписом 2010 року, у переписній місцевості мешкало 11 312 осіб у 4414 домогосподарствах у складі 3193 родин. Густота населення становила 291 особа/км².  Було 4745 помешкань (122/км²).
Расовий склад населення:
| - 87,4 % — білих - 2,8 % — корінних американців - 1,1 % — азіатів - 0,5 % — чорних або афроамериканців - 0,2 % — вихідців з тихоокеанських островів - 3,7 % — осіб інших рас |

До двох чи більше рас належало 4,3 %. Частка іспаномовних становила 12,8 % від усіх жителів.
За віковим діапазоном населення розподілялося таким чином: 23,2 % — особи молодші 18 років, 60,5 % — особи у віці 18—64 років, 16,3 % — особи у віці 65 років та старші. Медіана віку мешканця становила 42,4 року. На 100 осіб жіночої статі у переписній місцевості припадало 96,0 чоловіків;  на 100 жінок у віці від 18 років та старших — 93,8 чоловіків також старших 18 років.
Середній дохід на одне домашнє господарство  становив 63 536 доларів США (медіана — 52 179), а середній дохід на одну сім'ю — 71 808 доларів (медіана — 57 053). Медіана доходів становила 38 558 доларів для чоловіків та 33 705 доларів для жінок. За межею бідності перебувало 15,7 % осіб, у тому числі 22,9 % дітей у віці до 18 років та 10,8 % осіб у віці 65 років та старших.
Цивільне працевлаштоване населення становило 5129 осіб. Основні галузі зайнятості: мистецтво, розваги та відпочинок — 20,2 %, освіта, охорона здоров'я та соціальна допомога — 16,0 %, роздрібна торгівля — 11,9 %, будівництво — 11,3 %.